# Katastrofa w Love Canal

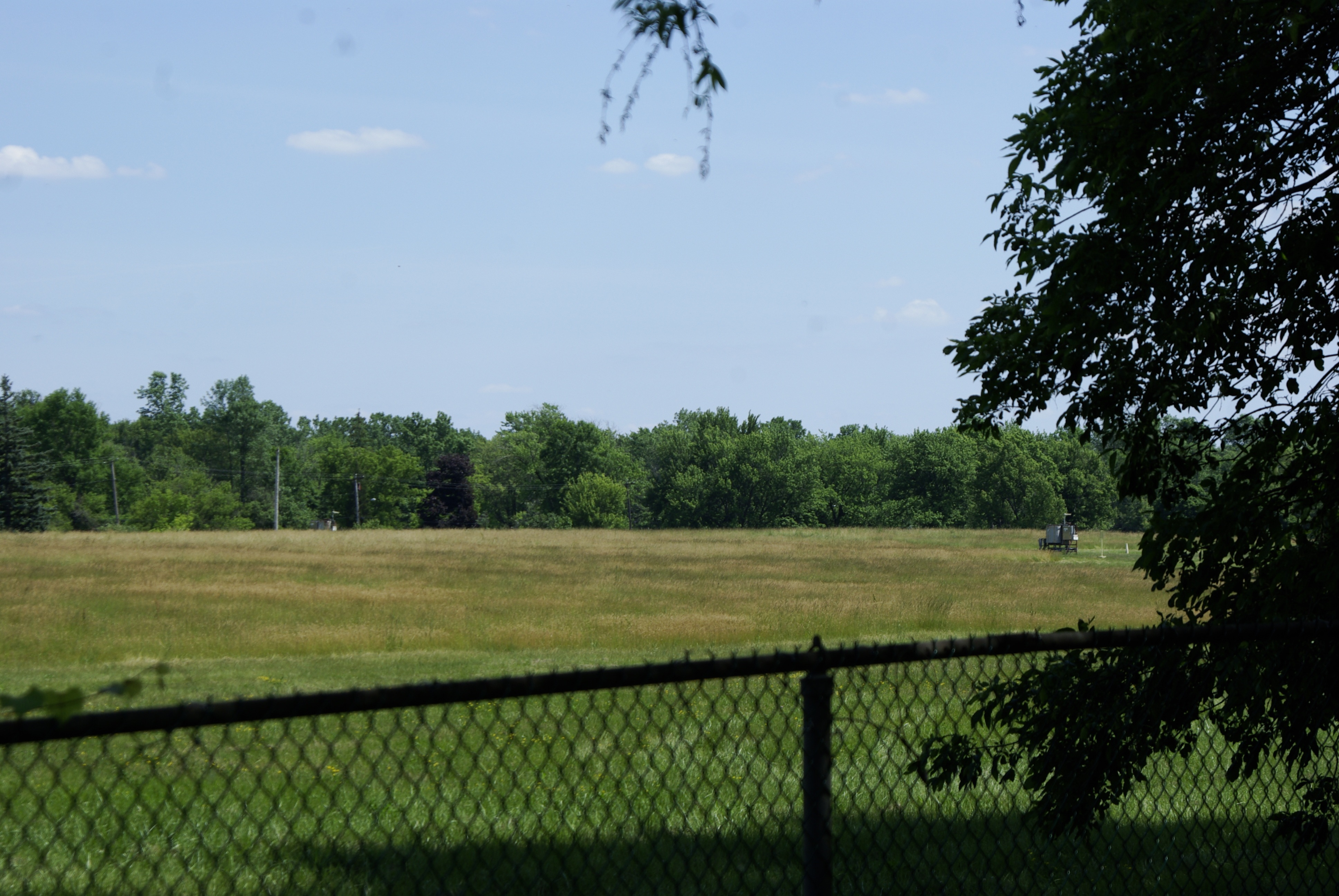
Love Canal w 2012 roku

Katastrofa w Model City – zdarzenie w latach 90 XIX wieku, które miało miejsce w kanale Love Canal miasta Niagara Falls w Kanadzie. Początkiem międzynarodowej dyskusji na temat Love Canal było ujawnienie faktu, iż leży ona w miejscu używanym wcześniej w celu składowania łącznie 21 tys. ton toksycznych odpadów pochodzących z Hooker Chemical (obecnie Occidental Petroleum Corporation).

## Wcześniejsze losy Love Canal
Nazwa „Love Canal” pochodzi od nazwiska Wiliama T. Love, który w 1890 roku przewidywał konieczność budowy kanału łączącego rzekę Niagara z Jeziorem Ontario. Wierzył, że powiedzie się ona ze względu na zapotrzebowanie na energię wodną, jednak budowa nigdy nie została dokończona. Ponadto wydarzenie znane w historii jako Panika roku 1893 doprowadziło do zakończenia współpracy inwestorów z pomysłodawcami projektu. Dodatkowo Kongres uchwalił zakaz pobierania wody z rzeki Niagara, by zachować wodospad Niagara. Po 1980 roku plan Wiliama Love’a został zmodyfikowany – zamierzano ominąć wodospad Niagara i podłączyć kanał do Jeziora Ontario, przy jednoczesnym zabudowaniu obszaru wokół niego. Ten plan także nie został zrealizowany po zbudowaniu kilku ulic i domów, ze względu na wyczerpanie funduszy.
Ilość informacji na temat pracowników zatrudnionych przy budowie kanału przez W. Love’a jest ograniczona. Budowa kanałów w XIX wieku była skrajnie wyczerpującą i niebezpieczną pracą, więc podejmowali się jej zwykle emigranci.
Kiedy projekt został porzucony, kanał był stopniowo wypełniany wodą. W roku 1920 kanał stał się dla miasta wysypiskiem.
W latach czterdziestych armia Stanów Zjednoczonych używała kanału do składowania odpadów z II wojny światowej, włączając w to odpady nuklearne z Projektu Manhattan. Wojskowe odpady były również składowane w Lewiston w stanie Nowy Jork.
W tym samym czasie firma Hooker Electrochemical Company (znana później jako Hooker Chemical Company), założona przez Elon Hooker, szukała miejsca do składowania ogromnych ilości odpadów chemicznych. W 1942 roku uzyskała pozwolenie od Niagara Power and Development Company do składowania odpadów w kanale. Kanał został osuszony i pokryty grubą warstwą gliny. Składowano tu 210-litrowe metalowe beczki z odpadami. W 1947 roku Hooker kupił kanał i 21-metrowe pasy ziemi po każdej stronie kanału. Zarówno miasto, jak i armia kontynuowały składowanie w tym obszarze odpadów.
W 1948 roku, po zakończeniu II wojny światowej, kiedy miasto zakończyło składowanie tam śmieci, Hooker stał się jedynym użytkownikiem i posiadaczem tego obszaru.
Wysypisko było używane aż do 1953 roku. W tym czasie 21 000 ton chemikaliów, jak kwasy, zasady, kwasy tłuszczowe, chlorowe pochodne węglowodorów i inne, zostały porzucone w kanale i zakopane na głębokości 20–25 stóp. Po 1953 roku kanał został zasypany, a pierwsze rośliny zaczęły wyrastać nad starym wysypiskiem.

## Katastrofa ekologiczna
W momencie zamknięcia wysypiska Niagara Falls wchodziła w ekonomiczny boom, a populacja zaczęła rosnąć do rekordowej liczby 85 000 mieszkańców. Dzielnica szkolna miasta potrzebowała miejsca na budowę nowych szkół, więc zgłosiła chęć odkupienia obszaru będącego w posiadaniu Hooker Chemical. Ze względu na historię tego miejsca firma odmówiła sprzedaży, lecz miasto nie zamierzało dać za wygraną. Wobec możliwości zderzenia się z prawnymi skutkami odmowy i wywłaszczeniem przedsiębiorstwo zgodziło się na sprzedaż, lecz jej warunkiem miał być zakup całego majątku za symbolicznego dolara. W umowie podpisanej 28 marca 1953 roku Hooker umieścił siedemnastoliniowe zastrzeżenie, w którym wyjaśnił niebezpieczeństwa użytkowania tego terytorium jako miejsca na budowę. Zrobiono to w celu uniknięcia ewentualnej, późniejszej odpowiedzialności karnej. Hooker zaznaczył, że obszar powinien zostać zamknięty, by „zapobiec możliwości kontaktu ludzi lub zwierząt ze składowanymi śmieciami”.

## Budowa 93rd School Street i 99th School Street
Pomimo zastrzeżenia zawartego w umowie rozpoczęto na tym terenie budowę 99 ulicy. W styczniu 1954 roku architekt poinformował inwestorów o znalezieniu podczas budowy śmieciowiska wypełnionego 210-litrowymi, metalowymi beczkami z odpadami chemicznymi. Wspomniał też, że „niebezpieczną sprawą” będzie budowa w miejscu, gdzie składowane były chemiczne odpady, narażone na ingerencję przez betonowe fundamenty. Z tego powodu Rada Szkolna zarządziła przeniesienie pierwotnie ulokowanych nad wysypiskiem obszarów budowy 25 metrów na północ. Również plac przedszkolny został przeniesiony ze względu na leżące bezpośrednio pod nim wysypisko.
Kiedy w 1955 roku ukończono budowę, 400 dzieci zaczęło uczęszczać do szkoły, a dodatkowo uruchomiono jeszcze kilka innych szkół, by pomieścić następnych uczniów. W tym samym roku obszar o powierzchni 7 m2 uległ zapadnięciu, odsłaniając chemiczne wysypisko, które wypełniało się wodą podczas burz. Zabawa w takich kałużach była jedną z opcji spędzania czasu przez tamtejszą młodzież.
Rok później otwarto 93 Ulicę Szkolną, odległą o sześć przecznic.
W 1957 roku miasto zbudowało kanalizację i kilka domów na obszarze przyległym do wysypiska. Pozostały obszar został sprzedany deweloperom, takim jak Niagara Falls Housing Authority celem realizacji projektu Griffon Manor Housing Project. Podczas budowy kanalizacji przełamano gliniane uszczelnienia, by zbudować miejsce na składowanie ścieków oraz do budowy drogi ekspresowej LaSalle. Pozwoliło to uchodzić toksycznym odpadom podczas opadów. Chemikalia uzyskały możliwość migracji i przenikania z kanału. Obszar na którym były budowane domy, nie był uwzględniony w umowie między Radą Szkolną a Hookerem, dlatego żaden mieszkaniec nie znał historii kanału. Nie istniała także żadna kontrola ani ocena stopnia zagrożenia ze strony składowanych w tych miejscach odpadów. Dodatkowo, ściana gliniana będąca z założenia nieprzepuszczalną, zaczęła pękać. Wyjątkowo mokra zima i wiosna 1962 roku spowodowała naruszenie kanału od strony brzegowej, co doprowadzało do powstawania kolorowych plam oleju w zbiornikach wodnych i piwnicach.

## Problemy zdrowotne, ruchy na rzecz oczyszczenia i rewitalizacji obszaru
W 1976 roku dwóch reporterów z Niagara Falls Gazette, David Pollak i David Russel podczas testów pomp ssących w pobranych próbkach natrafili na chemiczne zanieczyszczenia. Sprawa tymczasowo ucichła. Ale w 1978 roku, reporter Michael Brown prowadząc nieformalną ankietę „od drzwi do drzwi”, odkrył wśród lokalnej społeczności wiele wrodzonych wad i nieprawidłowości, takich jak powiększone głowy, zniekształcone ręce i nogi. Doradził mieszkańcom, by utworzyli grupę protestacyjną. Na jej czele stanęła Karen Schroedera, której córka miała około 12 wad wrodzonych. Ministerstwo Zdrowia Nowego Jorku rozpoczęło śledztwo, w wyniku którego znaleziono odbiegający od średniej wskaźnik poronień. Na terenie składowiska został ogłoszony stan alarmowy. 2 sierpnia 1978 roku Pan Brown, autor ponad stu artykułów o wysypisku, badający również tam wody głębinowe, odkrył, że obszar składowania odpadów był trzy razy większy niż oficjalnie opisano. Przypuszczalnie wychodził poza granice strefy ewakuacji. Jednocześnie odkrył wysokie stężenie dioksyn. Jedna z matek, pani Gibbs, której syn cierpiał na epilepsję, astmę, niską liczbę białych krwinek i problemy z drogami moczowymi, została poinformowana przez Browna o wysypisku pod miastem, które mogło być przyczyną tych schorzeń.
W następnych latach pani Gibbs starała się, by zbadano stan zdrowotny na obszarze Love Canal. Mieszkańcy skarżyli się na dziwny zapach i „substancje” pojawiające się na powierzchni ich działek. W piwnicach pojawiała się grubą warstwa nieznanej, czarnej substancji, roślinność szybko obumierała, pozostawały jedynie iglaste krzewy. Mimo licznych próśb, urzędnicy miejscy nie podjęli żadnych działań w celu zbadania sprawy.
Według badań Enviromental Protection Agency (EPA) z 1979 roku u mieszkańców stwierdzono wysoki wskaźnika poronień. Badania przeprowadzone przez Stowarzyszenie Love Canal Homeowners stwierdziły, że 56% dzieci urodzonych w latach 1947–1978 miało przynajmniej jedną wadę rozwojową.
W trakcie postępującego śledztwa Gibbs odkryła niebezpieczne substancje chemiczne w sąsiednim kanale. Rozpoczęło to dwuletnią kampanię by wskazać, że prawdziwym odpowiedzialnym za pojawiające się problemy zdrowotne jest Hooker Chemical. Kampania została zignorowana zarówno przez Hooker Chemical (będący już wtedy częścią Occidental Petroleum), jak i przez rząd, który twierdził, że nie ma żadnych powiązań między sytuacją zdrowotną mieszkańców, a chemicznymi toksynami zakopanymi w kanale. Mieszkańcy, nie mogąc przedstawić dowodów na chemiczne zanieczyszczenia, nie mieli szans. Dodatkowo podczas procesu, nie mogli sprzedać swoich domów i wyprowadzić się. Eckhardt C. Beck (administrator 2-regionu z ramienia EPA w latach 1977–1979) odwiedzając Love Canal, dostrzegł obecność toksycznych substancji. Potwierdził m.in. umieranie drzew, zanieczyszczenia wód oraz przypadki poparzeń dzieci podczas zabawy na podwórkach. Robert Whale, Nowojorski Komisarz Zdrowia, wizytując Love Canal  potwierdził, że problem jest poważny i życie nad wysypiskiem może przynosić poważne konsekwencje zdrowotne. Przestrzegał mieszkańców, by nie schodzili do piwnic ani nie jedli owoców i warzyw z przydomowych ogrodów. Nalegał, żeby wszystkie kobiety w ciąży i dzieci poniżej drugiego roku życia zostały natychmiast usunięte z obszaru Love Canal.
Mimo to, politycy dalej utrzymywali, że problem nie istnieje. Burmistrz Niagara Falls, Michael C. O’Laughlin, stwierdził „Nic się tutaj [w Love Canal] złego nie dzieje!” .
99th Street School ulokowana w granicach dawnego wysypiska śmieci została zamknięta i zburzona, a zarówno Rada Szkolna, jak i Hooker Chemical odmówiły komentarza. Dwa lata później, z powodu na przesączających się odpadów chemicznych, została zamknięta także 93rd School Street.

## Stan alarmowy
Brak zainteresowania sprawą Love Canal pogorszył sytuację mieszkańców, którzy musieli teraz toczyć bitwę z dwiema organizacjami. Wydawały one duże kwoty, aby zdyskredytować przypisywane im zaniedbania. Początkowo pokrzywdzeni nie mieli żadnego podmiotu, który mógłby się za nimi wstawić i publicznie ich bronić. Gibbs spotkała się z dużym oporem, głównie klasy średniej, która nie posiadała wystarczających środków, by się bronić, a wielu z nich nie widziało nawet innej alternatywy poza porzuceniem swoich domów.
W roku 1978 Love Canal stało się krajowym wydarzeniem, z nagłówkami w gazetach mówiących o dzielnicy jako o „tykającej bombie zdrowia publicznego” i „jednym z najbardziej przerażających tragedii ekologicznych w historii Ameryki”. Brown, reporter lokalnej gazety o nazwie „Niagara Gazette”, był pierwszą osobą, która odkryła i badała problemy zdrowotne w Love Canal. Jego książka Laying Waste odkryła tajemnice Love Canal oraz innych toksycznych katastrof na całym świecie.
7 czerwca 1978 roku Prezydent Stanów Zjednoczonych Jimmy Carter wezwał Federalną Agencję Zdrowia do przydzielenia funduszy i nakazał Federal Disaster Assistance Agency pomoc w usunięciu szkodliwych odpadów z Love Canal. Był to pierwszy przypadek w historii USA, kiedy fundusze ratunkowe zostały przydzielone w innym przypadku niż klęska żywiołowa.
Analizując ten przypadek pod kątem naukowym, należy wspomnieć, że badania nie potwierdziły jednoznacznie, że chemikalia były przyczyną chorób, a mimo znalezienia 11 substancji kancerogennych zdania naukowców były podzielone.
W 1979 roku EPA opublikowała badania krwi, wskazujące anormalnie wysoki poziom białych krwinek oraz uszkodzenia chromosomów u mieszkańców Love Canal. Około 33% mieszkańców miało uszkodzone chromosomy (normalnie dotyka to 1% populacji). Inne badania nie wykazały jakichkolwiek negatywnych skutków. The United States National Research badał przypadek Love Canal w 1991 roku. Zauważył wtedy, że to nie woda pitna, a stan wód gruntowych były przyczyną takiego stanu rzeczy. Woda przenikała do piwnic, powodując ekspozycję mieszkańców na środki chemiczne. Dodatkowo, odnotowano też zwiększoną liczbę noworodków o zaniżonej masie ciała. Potwierdzono, że po zakończeniu ekspozycji na szkodliwe czynniki, choroby zostały wyeliminowane. The National Council również zauważył, że narażone na działanie toksyn dzieci miały problemy w nauce. Dodatkowo stwierdzono u nich nadpobudliwość, podrażnienie oczu, wysypki skórne, bóle brzucha, nietrzymanie moczu oraz zahamowania wzrostu. Wybrano firmę Sevenson Enviromental Services, by ponownie, tym razem bezpiecznie, usunąć toksyczne odpady.
Relokowano ponad 800 rodzin. Rząd uchwalił the Comprehensive Environmental Response, Compensation, and Liability Act (CERCLA), zwane inaczej the Superfund Act. Ponieważ zawierałe ona zapis o „odpowiedzialności wstecznej”, do oczyszczenia ścieków został zobowiązany Occidental, zwany wcześniej Hooker Chemistry. W 1994 roku Federalny Sędzia John Curtin orzekł, że Hooker/Occidental był niedbały, lecz nie lekkomyślny w swoim postępowaniu z odpadami i sprzedażą gruntów Radzie Szkolnej Niagara Falls. Wyrok zawierał także całą szczegółową historię katastrofy oraz zdarzeń, które się do niej przyczyniły. Occidental Petroleum został pozwany przez EPA i w 1995 roku zgodził się zapłacić 129 milionów dolarów zadośćuczynienia. Pozwy mieszkańców były również rozpatrywane w następnych latach.

## Następstwa
Obecnie dzielnice mieszkaniowe na wschodniej i zachodniej stronie kanału są wyburzone. Pozostały jedynie opuszczone ulice. Mimo to, część starych mieszkańców zdecydowała się tam pozostać (około 90/900 rodzin). Chcą pozostać na tym terytorium tak długo, jak będą mieli zagwarantowane bezpieczeństwo.
4 czerwca 1980 roku została założona agencja Love Canal Area Revitalization Agency (LCARA), której zadaniem była rewitalizacja obszaru Love Canal. Obszar na północ od Love Canal zaczął nosić przydomek Black Creek Village. LCARA starała się odsprzedać 300 domów kupionych przez Nowy Jork podczas relokacji mieszkańców. Domy te były położone najdalej od miejsca składowania chemikaliów. Najbardziej toksyczny obszar (65000 m²) został ponownie zasypany, po wcześniejszym zabezpieczeniu grubą warstwą plastikowej wykładziny, gliny i piasku. Dodatkowo, obszar odgrodzono ponad 2,5-metrowym płotem zwieńczonym drutem kolczastym. Oceniono, że z kanału usunięto 248 różnych chemikaliów, w tym 60 kg dioksyn.
W 1998 roku dr Elizabeth Whelan, założycielka Amerykańskiej Rady ds. Nauki i Zdrowia, napisała artykuł o Love Canal, w którym stwierdziła, że nazwanie go „tykającą bombą” spowodowało jedynie histerię. Według niej zachorowania nie były konsekwencją narażenia na odpady chemiczne, a stresu z powodu szumu medialnego.
Jednym z następstw Love Canal jest fakt powstania instytucji i dokumentów pozwalających na działanie w podobnych sytuacjach.
Love Canal nie jest odosobnionym przypadkiem. Eckard C. Beck, administrator Agencji Ochrony Środowiska w czasie incydentu w Love Canal zasugerował, że istnieją setki takich miejsc. Według niego głównym problemem jest możliwość nawet kilkukrotnych zmian i przeistoczeń spółek chemicznych, co powoduje problemy w przypisaniu odpowiedzialności za takie wydarzenia.
Wydarzenia te są także cytowane przez osoby uważające, że decydenci rządowi rzadko biorą odpowiedzialność za swoje decyzje. Stroup stwierdził, że chęć zapewnienia dzieciom edukacji była godna pochwały, ale realizacja tego zadania „po kosztach” już nie.
Na kanwie wydarzeń z Love Canal powstały w latach osiemdziesiątych roku filmy: fabularyzowany „Lois Gibbs o Love Canal”  i dokumentalny „In Own Backyard”.